# Nagroda Filmfare dla Najlepszej Aktorki z Południa (tamilski)
Nagroda Filmfare dla Najlepszej Aktorki z Południa (tamilski) jest przyznawana przez magazyn Filmfare w ramach jednej z kategorii Nagrody Filmfare dla produkcji związanych z Kollywood.
Nagrodę po raz pierwszy przyznano w 1992 roku.
| Rok  | Aktorka            | Film                  |
| ---- | ------------------ | --------------------- |
| 2007 | Priyamani          | Paruthi Veeran        |
| 2006 | Bhavana            | Chithiram Pesuthadi   |
| 2005 | Asin Thottumkal    | Ghajini               |
| 2004 | Sandhya            | Kaadhal               |
| 2003 | Jyothika Saravanan | Perazhagan            |
| 2002 | Simran Bagga       | Kannathil Muthamittal |
| 2001 | Meena              | Vanathai Pola         |
| 2000 | Jyothika Saravanan | Khushi                |
| 1999 | Ramya Krishnan     | Padayappa             |
| 1998 | Aishwarya Rai      | Jeans                 |
| 1997 | Kajol              | Minsaara Kanavu       |
| 1996 | Tabu               | Kadhal Desam          |
| 1995 | Suvalakshmi        | Aasai                 |
| 1994 | Nagma              | Kadhalan              |
| 1993 | Revathi Menon      | Thevar Magan          |
| 1992 | Bhanupriya         | Thalapathi            |